# 赫拉斯·克利福德·李文森
赫拉斯·克利福德·李文森 (Horace Clifford Levinson，1895年6月30日,芝加哥 – 1968, 肯尼邦鎮,  Maine)是一位美國數學家、天文學家、作業研究的先驅。他引入了量化分析方法，並且在廣告與推銷方面使用了複雜的數學模型。
李文森的父親是芝加哥地區著名的律師Salmon Oliver Levinson. 1909年，少年李文森與他的朋友Frederick Charles Leonard (1896–1960)一起成立了實用天文觀測學會(Society of Practical Astronomical)，Frederick Charles Leonard擔任主席，而李文森擔任財務長。 雖然學會在1917年解散，但它在美國變星觀測者協會的歷史上扮演重要的角色. 在第一次世界大戰期間，李文森在美軍服役，軍銜為中尉。
1922年9月，李文森在芝加哥大學獲得數理天文與純數學領域的博士學位，學位論文為The gravitational field of masses relatively at rest according to Einstein's theory of gravitation. 1924年受邀至多倫多的國際數學家大會演講。
1930年代，李文森使用科學分析方法處理了推銷方面的問題。他為L. Bamberger and Company的研究工作包括研究客戶的購買習慣、對廣告的反應以及環境與所售商品類型之間的關係。在1920年代，李文森完成了對郵購公司的研究，研究加快發貨對客戶接受或拒絕貨到付款的影響。  李文森成功地從大量數據的收集和分析中，預測了大眾的普遍反應，使他後來得以為Bamberger公司進行銷售有效性方面的研究，藉由讓百貨公司於夜間營業以提高增加銷售。
李文森曾經在俄亥俄州立大學擔當數學教職，也曾擔任美國國家學院的作業研究委員會主席。

## 部分作品
- with E. B. Zeisler: . University of Chicago Press. 1931.[10]
- . Popular Astronomy. 1934, 42: 121–131. Bibcode:1934PA.....42..121L.
- . Journal of the Operations Research Society of America. 1953, 1 (4): 220–239. doi:10.1287/opre.1.4.220.
- . Dover Publications. 2001.[11] reprint of . New York: Rinehart. 1950.[12] first printed as . 1939.[13]